# شونن جمب الأسبوعية
شونن جمب الأسبوعية (週刊少年ジャンプ Shūkan Shōnen Janpu) هي مقتطفات مانغا شونن أسبوعية تُنشر في اليابان من قبل شوئيشا ضمن مجموعة مجلات جمب. هي مجلة المانغا الأفضل مبيعاً، وكذلك واحدة من أطولها نشراً؛ الطبعة الأولى أُصدرت بتاريخ غلاف 2 يوليو 1968. سلسلات المانغا في المجلة تستهدف القراء الذكور الشباب وتميل إلى استيعاب عدد كبير من مشاهد الحركة وكمية ملحوظة من الكوميديا. فصول السلسلة التي تُنشر في شونن جمب الأسبوعية تُجمع وتُنشر في مجلدات تانكوبون تحت بصمة «جمب كومكس» كل 2-3 أشهر.
منتصف ثمانينات القرن العشرين إلى منتصف تسعيناته تمثل العصر الذي كان في انتشار المجلة في ذروته (6.53 مليون)، وأُشير إليه كـ«العصر الذهبي لـجمب». مع ذلك، فمنذ حينها مرت بتراجع قاسٍ وانخفض تداولها إلى 2.7 مليون نسخة في 2013.
شونن جمب الأسبوعية لها مجلتان أختان تدعيان جمب SQ، أُنشئت بعد هبوط شونن جمب الشهرية، وسايكيو جمب. للمجلة أيضاً نسخ مطابقة دولية عديدة، بما فيها الأمريكية الشمالية الحالية، ويكلي شونن جمب.

## المانغا التي تُسلسَل حالياً في المجلة
هنالك حالياً تسعة عشر عنوان مانغا تُسلسَل في شونن جمب الأسبوعية. هنتر×هنتر بدأت بالسَلسَلة بشكل غير منتظم منذ 2006.
| عنوان السلسلة | المؤلف                                 | أول إصدار   |
| --- | -------------------------------------- | ----------- |
| فصل الاغتيال (باليابانية: 暗殺教室، بالروماجي: Ansatsu Kyōshitsu)                                                                                      | يوسيه ماتسوي                           | يوليو 2012  |
| بليتش (باليابانية: ブリーチ، بالروماجي: Burīchi) | تايت كوبو                              | أغسطس 2001  |
| جينتاما (باليابانية: 銀魂، بالروماجي: Gintama) | هيدياكي سوراتشي                        | ديسمبر 2003 |
| هايكيو!! (باليابانية: ハイキュー!!، بالروماجي: Haikyū!!)                                                                                               | هارُيتشي فُرُداتِه                         | فبراير 2012 |
| هنتر×هنتر (باليابانية: ハンター×ハンター، بالروماجي: Hantā Hantā)                                                                                      | يوشيهيرو توغاشي                        | مارس 1998   |
| هينومارو سومو (باليابانية: 火ノ丸相撲، بالروماجي: Hinomaru Zumō)                                                                                       | كاوادا                                 | مايو 2014   |
| أكاديميتي للأبطال (باليابانية: 僕のヒーローアカデミア، بالروماجي: Boku no Hīrō Akademia)                                                               | كوهيه هوريكوشي                         | يوليو 2014  |
| إيسوبِه إيسوبيه مونوغاتاري〜أُكيُّو وا تسُرايُّو〜 (باليابانية: 磯部磯兵衛物語〜浮世はつらいよ〜، بالروماجي: Isobe Isobee Monogatari 〜 Ukiyo wa Tsuraiyo 〜) | ريوه ناكاما                            | أكتوبر 2013 |
| كوتشيرا كاتسُشيكا-كو كامياري كوئن-ماي هاشُتسُجو (باليابانية: こちら葛飾区亀有公園前派出所، بالروماجي: Kochira Katsushika-ku Kameari Kōen-mae Hashutsujo)  | أوسامو أكيموتو                         | سبتمبر 1976 |
| سلة كوروكو (باليابانية: 黒子のバスケ، بالروماجي: Kuroko no Basuke)                                                                                     | تاداتوشي فُجيماكي                       | ديسمبر 2008 |
| ناروتو (باليابانية: NARUTO -ナルト-، بالروماجي: Naruto)                                                                                                | ماساشي كيشيموتو                        | نوفمبر 1999 |
| نيسيكوي (باليابانية: ニセコイ، بالروماجي: Nisekoi) | ناوشي كومي                             | نوفمبر 2011 |
| ون بيس (باليابانية: ワンピース، بالروماجي: Wan Pīsu)                                                                                                   | إييتشيرو أودا                          | أغسطس 1997  |
| سايكي كُسُو نو ساينان (باليابانية: 斉木楠雄のΨ難، بالروماجي: Saiki Kusuo no Sainan)                                                                      | شويتشي أسوه                            | مايو 2012   |
| صراع الطبخ (باليابانية: 食戟のソーマ، بالروماجي: Shokugeki no Sōma)                                                                                    | يوتو تسوكودا، شون سايكي، يوكي موريساكي | نوفمبر 2012 |
| سول كاتشر (ز) (باليابانية: ソウル キャッチャーズ، بالروماجي: Sōru kyatchāzu)                                                                           | هيديو شينكاي                           | مايو 2013   |
| ستيلث سيمفوني (باليابانية: ステルス交境曲، بالروماجي: Suterusu Shinfonī)                                                                               | ريوغو ناريتا، يويتشي أمانو             | فبراير 2014 |
| توريكو (باليابانية: トリコ، بالروماجي: Toriko) | ميتسوتوشي شيمابوكورو                   | مايو 2008   |
| وورلد تريغر (باليابانية: ワールドトリガー، بالروماجي: Wārudo Torigā)                                                                                   | دايسكي أشيهارا                         | فبراير 2013 |